# ذنب (قانون)
في القانون الجنائي، الذنب هو حالة المسؤولية عن ارتكاب جريمة. يتم تعريف الذنب القانوني بالكامل من قبل الدولة، أو بشكل عام «محكمة قانونية». تعني «إدانة» جريمة جنائية أن المرء ارتكب انتهاكًا للقانون الجنائي، أو نفذ جميع عناصر الجريمة المنصوص عليها في القانون الجنائي. إن القرار الذي يرتكبه المرء بشأن هذا الانتهاك يتم عن طريق هيئة خارجية («محكمة قانونية»)، وبالتالي فهو نهائي مثل حفظ سجلات الهيئة. لذا فإن التعريف الأساسي هو دائري بشكل أساسي: الشخص مذنب بانتهاك القانون، إذا قالت المحكمة ذلك.